# Кантус
Канту́с (рос. Кантус) — селище у складі Таштагольського району Кемеровської області, Росія. Входить до складу Усть-Кабирзинського сільського поселення.

## Населення
Населення — 2 особи (2010; 0 у 2002).